# Estación Los Juncos
Los Juncos es una estación de ferrocarril de Argentina. Está ubicada en el paraje del mismo nombre, en el Departamento Veinticinco de Mayo de la Provincia de Río Negro.

## Ubicación
Se encuentra a 36 km al este de la localidad de Ingeniero Jacobacci.

## Servicios
Por sus vías transitan formaciones de cargas y de pasajeros de la empresa Tren Patagónico S.A.. Los trenes de pasajeros no presentan parada en esta estación.